# Branko Štrbac
Branko Štrbac, född 25 juli 1957 i Herceg Novi, Jugoslavien, är en jugoslavisk handbollsspelare (högernia). Han var med och tog OS-guld 1984 i Los Angeles.